# 圣神圣殿 (布宜诺斯艾利斯)
圣神圣殿（西班牙語：Basílica del Espíritu Santo）是一座罗马天主教宗座圣殿，位于阿根廷布宜诺斯艾利斯北部巴勒莫区中心的高地上，临古埃梅斯广场（plaza Güemes）。1939年升为宗座圣殿。

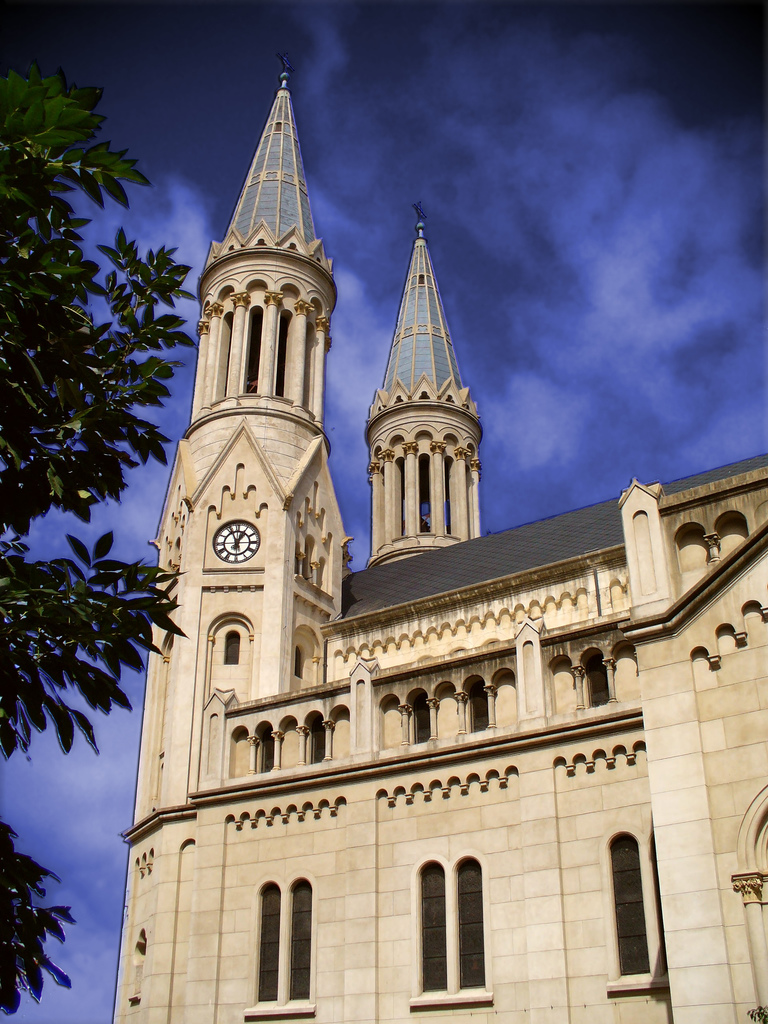

## 历史
1890年，菲格罗亚家族建造的瓜达露佩圣母堂落成。1894年，圣言会的第一批传教士来到布宜诺斯艾利斯时，主教将该堂分给他们，作为总部。1896年成立了堂区。但很快，这座小教堂就变得不敷使用，因此负责这座小教堂的圣言会于1901年开始建造一座新的教堂，改为供奉圣灵。新教堂于1907年落成。
2000年，这座建筑完全修复。

## 建筑
该堂为新罗马式风格，拉丁十字平面，外观以线条的刚性和和谐为特征。正门上描绘加略山（参约翰福音19:25-27）集中关注基督教信仰的中心奥秘：神儿子的救赎祭。内部有三个中殿，长53米，宽20米，耳堂宽43米。室内高度为18米。照明依靠华丽的法国花窗玻璃。立面两座钟楼高达54米，大钟由德国波鸿铸造。